# Ctenolepisma lineata
Ctenolepisma lineata är en insektsart som först beskrevs av Fabricius 1775.  Ctenolepisma lineata ingår i släktet Ctenolepisma och familjen silverborstsvansar. Utöver nominatformen finns också underarten C. l. pilifera.

## Bildgalleri

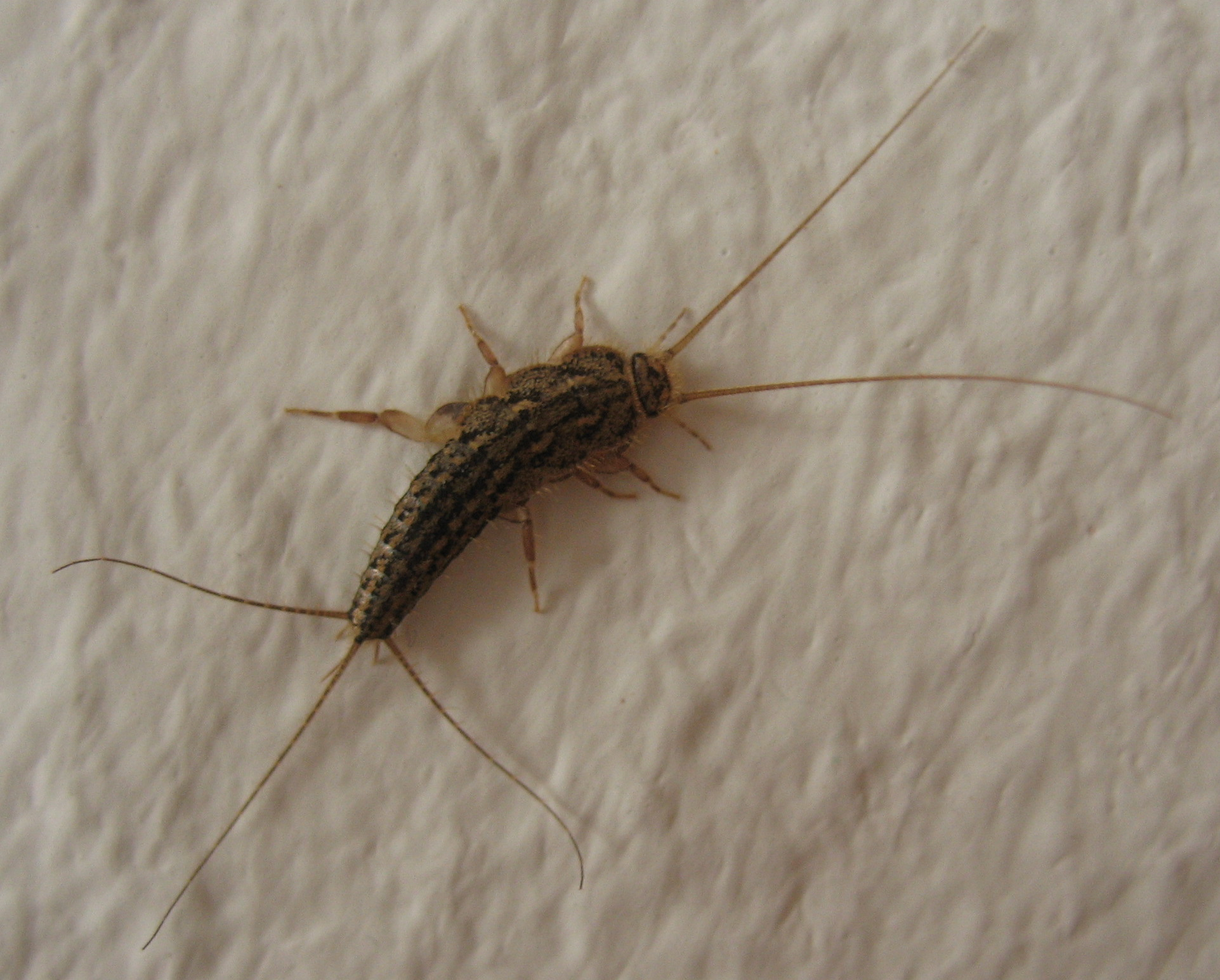
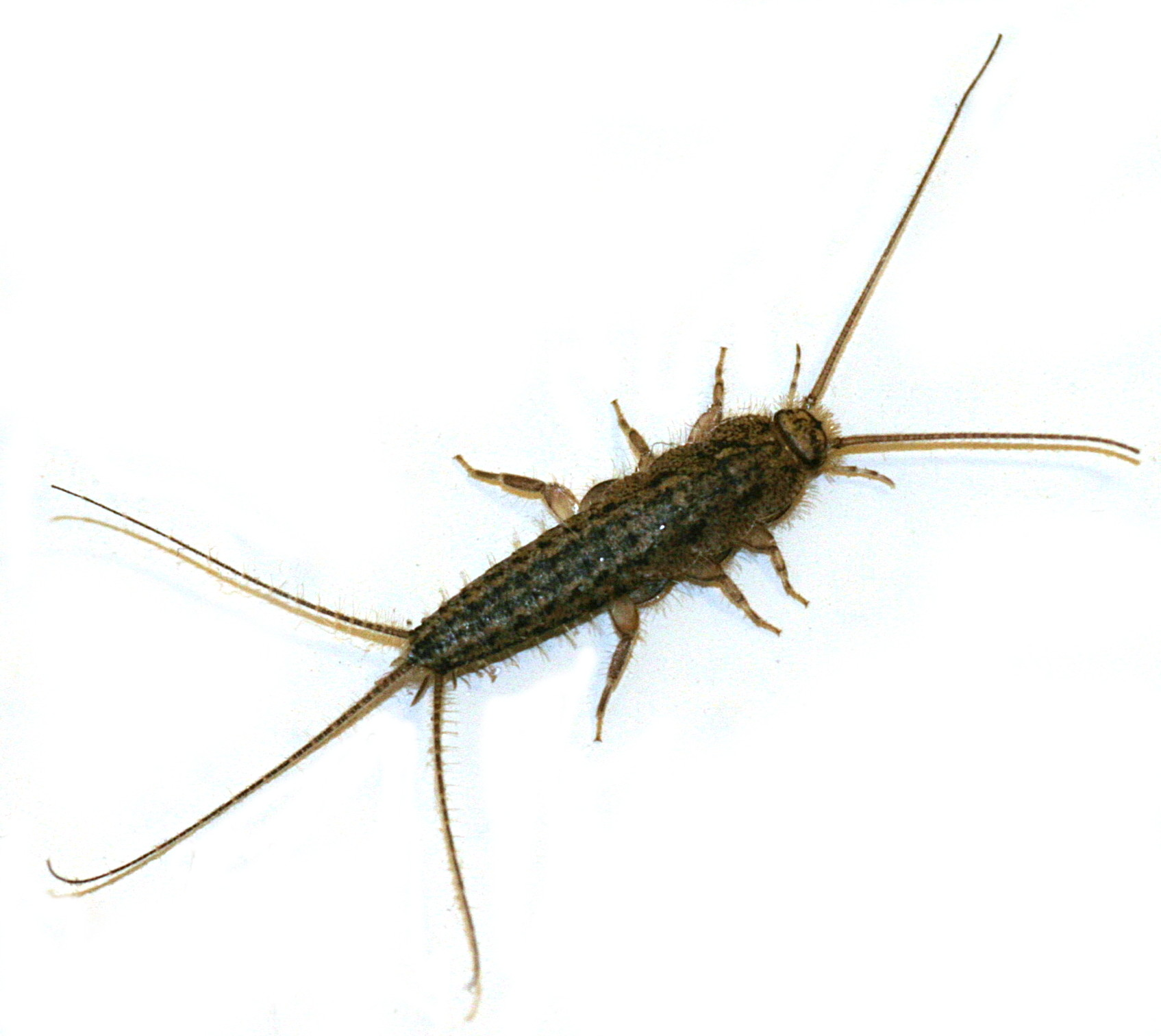
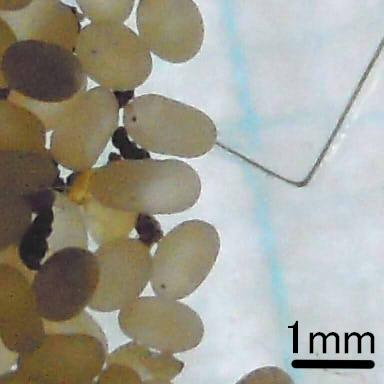
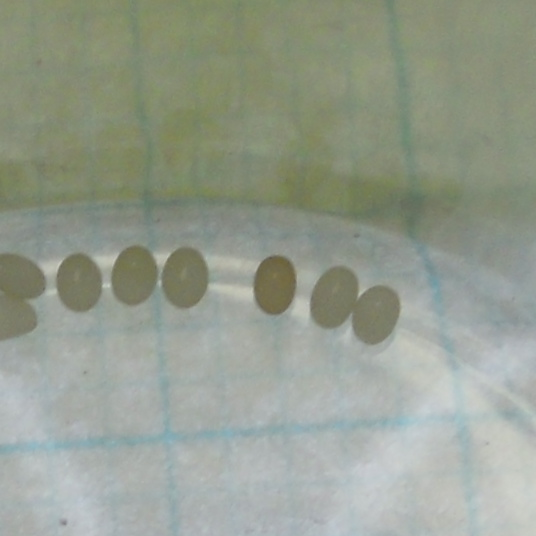
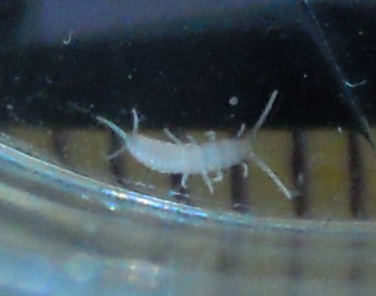